# Cuphea megalophylla
Cuphea megalophylla är en fackelblomsväxtart som beskrevs av Joseph Blake. Cuphea megalophylla ingår i släktet blossblommor, och familjen fackelblomsväxter. Inga underarter finns listade i Catalogue of Life.